# Cazals (Band)
Die Cazals sind eine fünfköpfige, englische Indie-Rockband aus London.

## Geschichte
2003 in Ost-London gegründet, tourten sie schon mit den Babyshambles und Daft Punk. Seit 2007 sind sie beim französischen Label Kitsuné unter Vertrag. Ihr Debüt-Album What of Our Future erschien im Juni 2008.

## Diskografie

### Alben
- 2008: What of Our Future

### Singles
- 2005: Poor Innocent Boys
- 2006: Comfortable Silence
- 2007: To Cut a Long Story Short
- 2008: Life Is Boring
- 2008: Somebody Somewhere